# Hanger Lane (Metropolitano de Londres)
Hanger Lane é uma estação do Metropolitano de Londres em Hanger Hill, Ealing, na fronteira entre o oeste e o noroeste de Londres. Ele está localizado no ramal West Ruislip da linha Central, entre as estações Perivale e North Acton, e está na Zona 3 do Travelcard.
Fica a uma curta caminhada da Estação Park Royal na linha Piccadilly. As duas linhas cruzam um pouco a leste da estação Hanger Lane.

## História
A Great Western Railway (GWR) abriu a Twyford Abbey Halt logo a leste do local em 1 de maio de 1904 como parte do projeto GWR e Great Central Railway Joint Railway (a New North Main Line) em direção a High Wycombe. Foi fechada em 1 de maio de 1911, substituído pela estação de Brentham a oeste do local atual. Essa estação foi fechada entre 1915 e 1920 devido às economias da Primeira Guerra Mundial. Brentham e a maioria das estações da linha principal entre North Acton e West Ruislip foram finalmente fechadas em 1947, quando a linha Central foi estendida de North Acton em trilhos eletrificados construídos sob o New Works Programme da LPTB de 1935; o atraso deveu-se à Segunda Guerra Mundial.
A estação da linha Central foi inaugurada em 30 de junho de 1947 como "Hanger Lane", pois ficava perto dessa estrada.
A entrada e o telhado da bilheteria subterrânea formam o centro do Sistema giratório de Hanger Lane, uma rotatória complexa no oeste de Londres, onde a A40 Western Avenue cruza a A406 North Circular Road em uma passagem subterrânea. Os passageiros devem usar passagens subterrâneas de pedestres sob o giratório para acessar a estação, que fica acima do solo.
Em 2012 o exterior do edifício da estação foi repintado, reformado e recebeu novos roundels do Metrô de Londres.
Em 2018, foi anunciado que a estação ganharia acesso gratuito até 2022, como parte de um investimento de £ 200 milhões para aumentar o número de estações acessíveis no Metrô.

## Desenvolvimento
Em 2004, a empresa multinacional Diageo concordou em construir plataformas a leste para um intercâmbio com Park Royal na linha Piccadilly, como parte de seu parque empresarial First Central, construído no local da (agora demolida) cervejaria Guinness. Em junho de 2022, isso não aconteceu.

## Conexões
As linhas 95, 112, 226, 483 e 487 de ônibus de Londres atendem a estação.

## Galeria

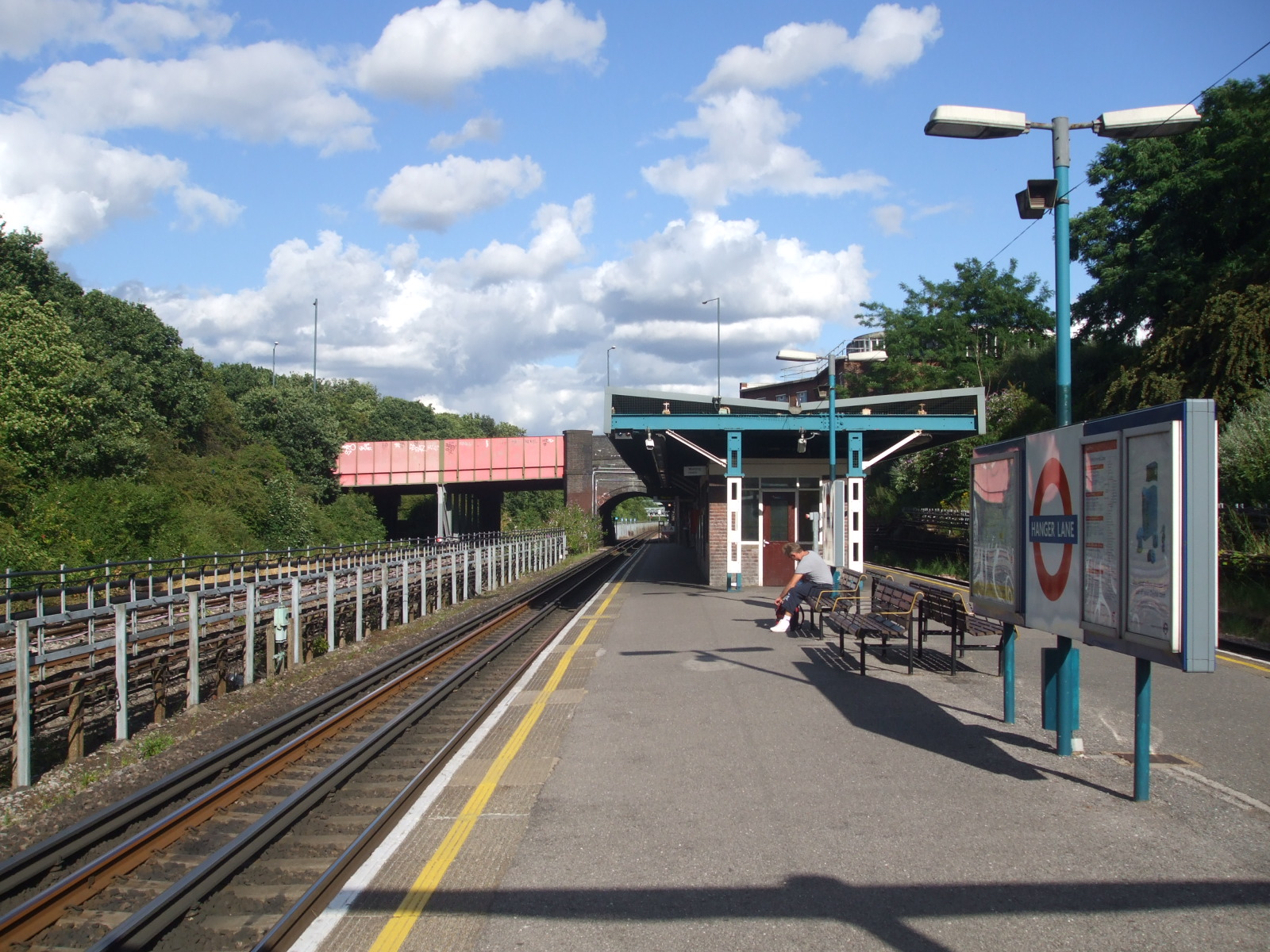
Olhando para o leste
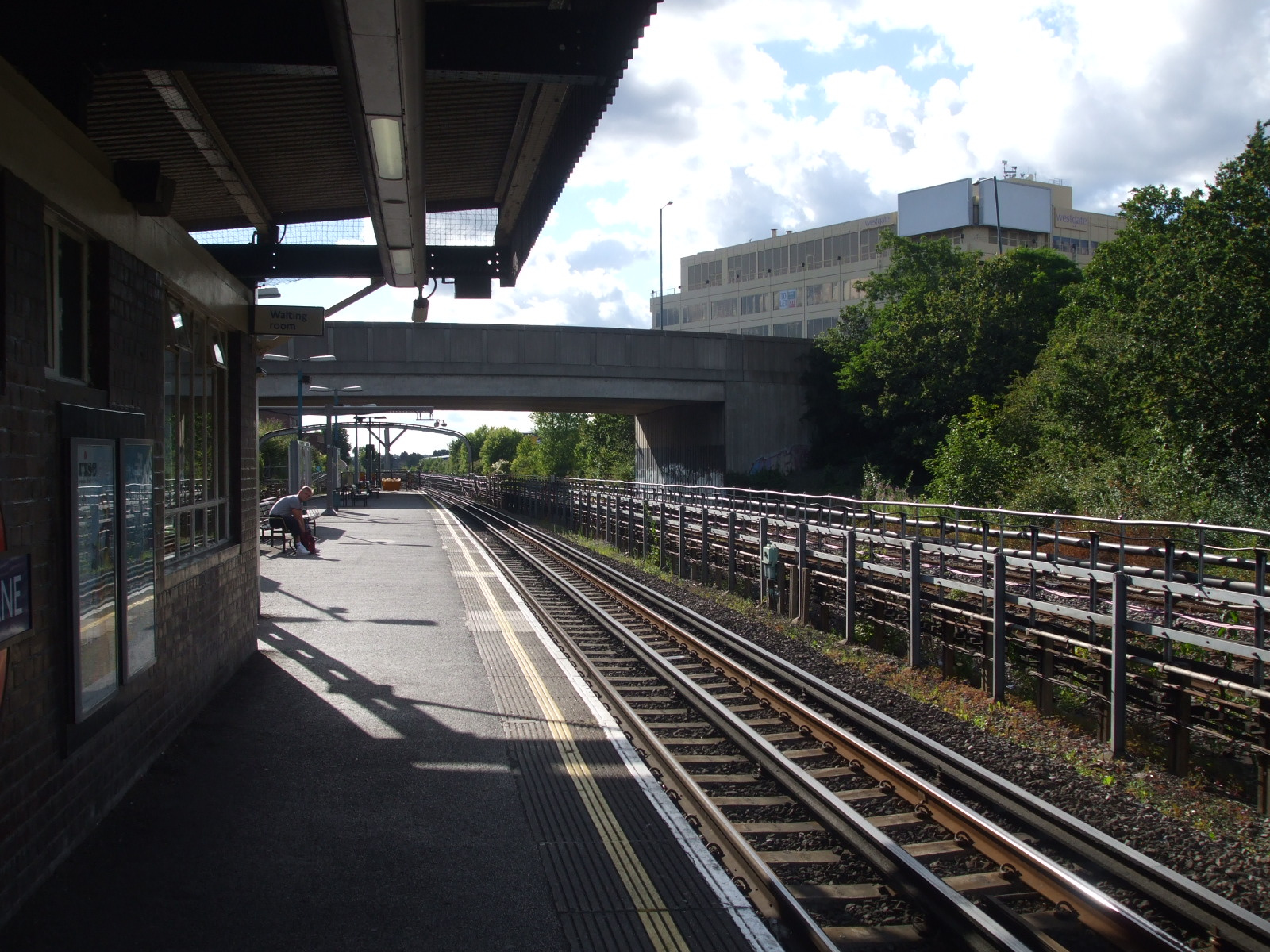
Olhando para o oeste
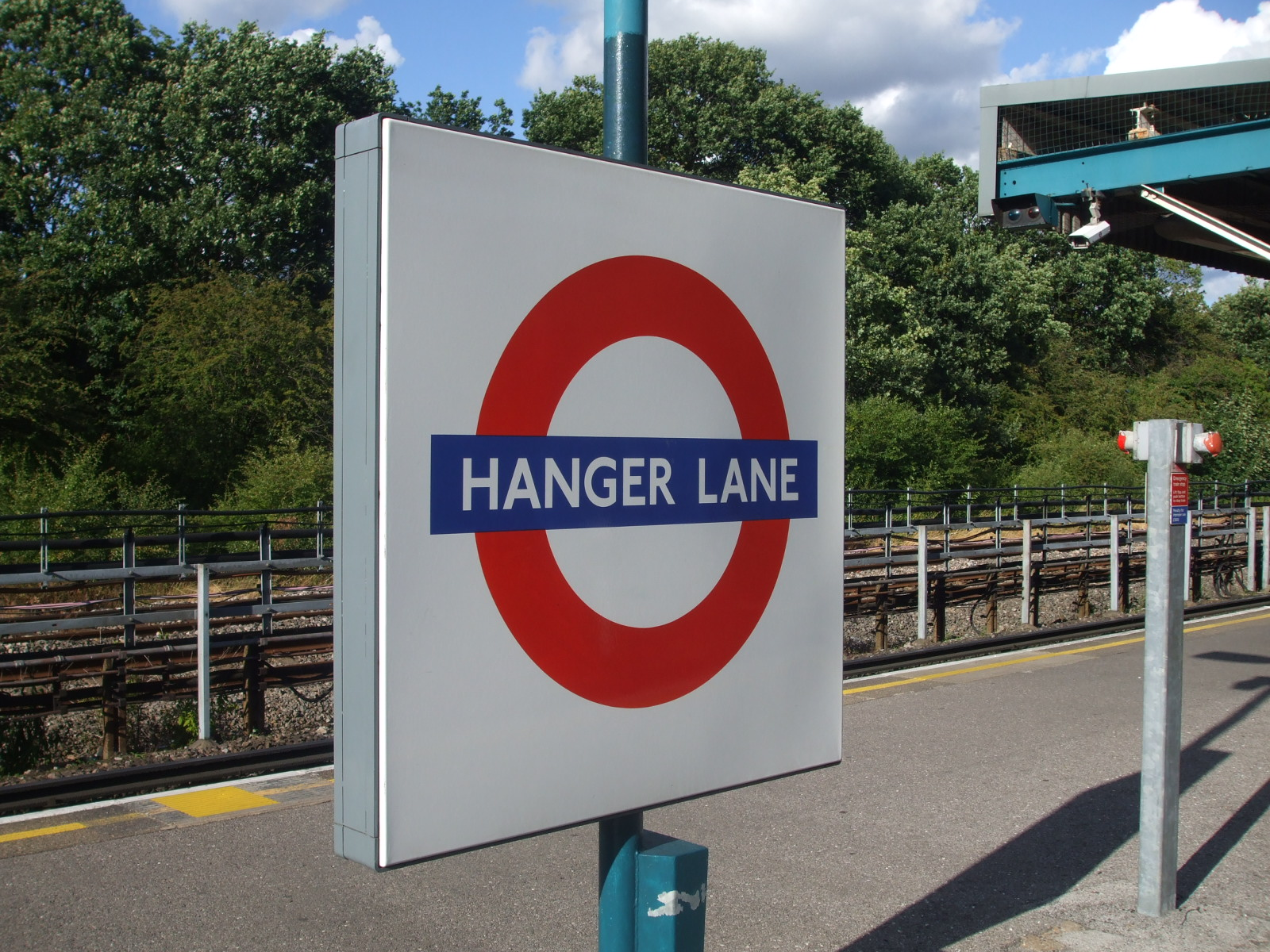
Roundel na face da plataforma oeste.